# Česká extraliga v házené mužů 2019/2020
Sezóna 2019/20 byla 27. ročníkem České extraligy, nejvyšší české ligové soutěže v házené mužů.
Obhájcem titulu byl tým SSK Talent M.A.T. Plzeň, který ve finále předchozí sezóny porazil tým HCB OKD Karviná v poměru 3:2 na zápasy.
Titul nebyl v této sezóně udělen.

## Účastníci
V sezóně 2019/20 se České extraligy zúčastnilo 12 klubů. Po předchozí sezóně sestoupil Tatran Litovel, nováčkem byl SHC Maloměřice Brno.
| Tým                      | Město         | Stadion                         |
| ------------------------ | ------------- | ------------------------------- |
| SHC Maloměřice Brno      | Brno          | Sportovní hala Maloměřice       |
| SKKP Handball Brno       | Brno          |                                 |
| HC ROBE Zubří            | Zubří         | ROBE Aréna                      |
| TJ Sokol Nové Veselí     | Nové Veselí   | Sportovní hala Městyse          |
| SSK Talent M.A.T. Plzeň  | Plzeň         | Městská sportovní hala Plzeň    |
| TJ Cement Hranice        | Hranice       |                                 |
| Pepino SKP Frýdek-Místek | Frýdek-Místek | Hala SŠED Pionýrů 2069          |
| HK FCC Město Lovosice    | Lovosice      |                                 |
| KH Kopřivnice            | Kopřivnice    | Sportovní hala ZŠ Emila Zátopka |
| HBC Ronal Jičín          | Jičín         | Městská sportovní hala Jičín    |
| HCB OKD Karviná          | Karviná       | Hala STARS Karviná              |
| HC Dukla Praha           | Praha         | Hala Juliska                    |

## Výsledky
Extraliga byla před posledním kolem zákl. části ukončena, mistrovský titul nebyl udělen.

## Tabulka základní části
Tabulka po 21. kole soutěže
| Poř. | Tým                      | Z  | V  | R | P  | VG  | OG  | B  |
| ---- | ------------------------ | -- | -- | - | -- | --- | --- | -- |
| 1    | M.A.T. Plzeň             | 21 | 18 | 0 | 3  | 649 | 532 | 36 |
| 2    | Dukla Praha              | 21 | 16 | 1 | 4  | 660 | 529 | 33 |
| 3    | HC ROBE Zubří            | 21 | 14 | 2 | 5  | 574 | 502 | 30 |
| 4    | HCB Karviná              | 21 | 13 | 2 | 6  | 555 | 497 | 28 |
| 5    | KH ISMM Kopřivnice       | 21 | 13 | 1 | 7  | 645 | 605 | 27 |
| 6    | Sokol Nové Veselí        | 21 | 10 | 2 | 9  | 549 | 532 | 22 |
| 7    | HBC Ronal Jičín          | 21 | 8  | 2 | 11 | 520 | 560 | 18 |
| 8    | TJ Cement Hranice        | 21 | 9  | 0 | 12 | 531 | 546 | 18 |
| 9    | HK FCC Město Lovosice    | 21 | 8  | 1 | 12 | 577 | 553 | 17 |
| 10   | SKKP Handball Brno       | 21 | 6  | 2 | 13 | 516 | 575 | 14 |
| 11   | Pepino SKP Frýdek-Místek | 21 | 3  | 0 | 18 | 483 | 610 | 6  |
| 12   | SHC Maloměřice Brno      | 21 | 1  | 1 | 19 | 454 | 672 | 3  |

## Vyřazovací část (play-off)
Nehrála se.

## Medailisté
Nevyhlašovali se.

## Skupina o 5.–8. místo
Nehrála se.

## Skupina o udržení
Nehrála se.